# لیلا تویفوا
لیلا تویفوا (فرانسوی: Leyla Tuifua‎؛ زادهٔ ۱۷ اکتبر ۱۹۸۶) بازیکن بازنشسته والیبال اهل فرانسه است که در ترکیب تیم ملی والیبال زنان فرانسه در مسابقات قهرمانی والیبال ۲۰۱۳ زنان اروپایی به رقابت پرداخت.